# Gare de Laboissière - Le Déluge
Gare de Laboissière - Le Déluge vasútállomás Franciaországban, Laboissière-en-Thelle településen.

## Vasútvonalak
Az állomást az alábbi vasútvonalak érintik:
- Épinay-Villetaneuse–Le Tréport-Mers-vasútvonal

## Kapcsolódó állomások
A vasútállomáshoz az alábbi állomások vannak a legközelebb:
- Gare de Méru
- Gare de Saint-Sulpice - Auteuil